# 三谷村 (島根県)
三谷村（みたにむら）は、島根県邑智郡にあった村。現在の邑智郡川本町の一部にあたる。

## 地理
- 河川：三谷川、奥三俣川[1]

## 歴史
- 1889年（明治22年）4月1日、町村制の施行により、邑智郡湯谷村、三俣村が合併して村制施行し、三谷村が発足[1][2]。
- 1955年（昭和30年）4月1日、邑智郡川本町・川下村・三原村、邇摩郡大代村と合併し、邑智郡川本町を新設して廃止された[1][2]。

### 地名の由来
合併した旧村名の一文字を組み合わせたもの。

## 観光地
- 湯谷温泉 (島根県)[3]